# Флаг Бутана
Национальный Флаг Бутана (дзонг-кэ ཧྥ་རན་ས་ཀྱི་དར་ཆ་) — один из официальных государственных символов Бутана наряду с гербом и гимном. Представляет собой прямоугольное полотнище, разделённое по диагонали от нижнего угла со стороны древка к верхнему углу вольной части; левое треугольное поле — жёлтого цвета, правое — оранжевое. В центре расположен обращённый от древка белый дракон «друк», который держит в лапах драгоценные камни. Отношение ширины флага к его длине составляет 2:3.
Первоначальный дизайн флага с друком зелёного цвета был разработан Майюм Чойинг Вангмо Дорджи в 1947 году. Её версия впервые была представлена в 1949 году при подписании бутано-индийского Договора о дружбе. Вторая версия появилась в 1956 году во время визита «драконового короля» Джигме Дорджи Вангчука в восточный Бутан; в новой версии изображение дракона стало белым.
Позже пропорции флага были приведены в соответствие с пропорциями флага Индии, который, по мнению бутанцев, лучше развевался на ветру. Нижний красный треугольник стал оранжевым в 1969 году. Изменился и дизайн дракона. В 1972 году Национальная ассамблея Бутана формализовала эти модификации, а также установила официальные размеры полотнища и протокол флага.

## История флага Бутана
Исторически Бутан был известен под разными названиями, но сами бутанцы называют свою страну «Друк» — по имени мифологического громового дракона. Эта традиция восходит к 1189 году, когда Цангпа Гьяре (Гьяре Еше Дорджи), основатель одной из главных ветвей тибетского буддизма Друкпа Кагью, находясь в Тибете, увидел, как долина Намгьипху подо Лхасой налилась светом и над ней взошла радуга. Сочтя это благоприятным знаком, он вошёл в долину, чтобы выбрать место для строительства монастыря, после чего услышал три раската грома — именно этот звук, согласно бутанским верованиям, издаёт друк. В честь друка были названы монастырь и учение, основанные Цангпа Гьяре. Позже учение «друк» раскололось на три ветви. Одну из этих ветвей, Друкпа Кагью, основал племянник Цангпы Гьяре и его духовный наследник — Энрей Дхарма Сенгье. Это учение впоследствии распространилось по всему Бутану. Постепенно бутанцы стали называть свою страну Друк.
Эта легенда даёт одно из объяснений того, как символика громового дракона стала основой для национального флага Бутана. Согласно альтернативной гипотезе, выражение суверена и государства в форме дракона возникло в соседнем Китае и было принято правителями Бутана в качестве символа королевской власти в начале XX века.
В 2002 году Центр исследований Бутана (ЦИБ) выпустил брошюру, составленную Дорджи Пенджоре и Сонам Кингой, в которой даётся наиболее исчерпывающий отчёт о развитии флага Бутана. Поскольку архивных записей об истории государственного флага не сохранилось, авторы побеседовали с некоторыми людьми, которые имели непосредственное отношение к развитию государственных символов во второй половине XX века. Это позволило устранить некоторые разночтения, существовавшие ранее в исторических изысканиях относительно флага и гимна Бутана.

### Первый национальный флаг (1949)

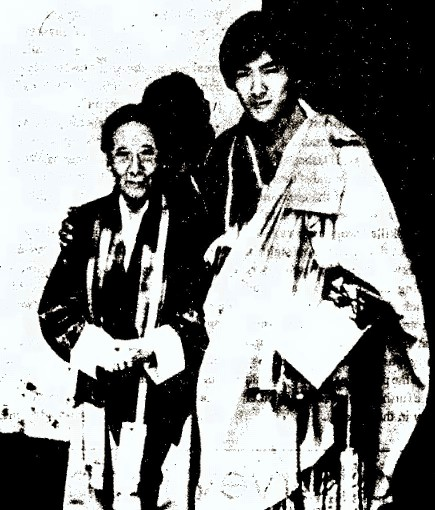
Майюм Чойинг Вангмо Дорджи, создатель флага Бутана, со своим внуком-королём Джигме Сингье Вангчук. Фотография 1979 года

В документе ЦИБ указано, что первый национальный флаг был разработан по просьбе второго короля Бутана Джигме Вангчука и впервые был использован в 1949 году во время подписания бутано-индийского Договора о дружбе. Хотя в самом документе нет иллюстраций оригинального дизайна, существуют чёрно-белые фотографии, сделанные во время подписания договора.
Базовый дизайн флага был разработан Майюм Чойинг Вангмо Дорджи (1897—1994), матерью «королевы-бабушки» Кесанг Чоден (супруги короля Джигме Дорджи Вангчука), в 1947 году. Непосредственно вышивкой флага занимался Лхарип Тав Тав из дзонгхага Бумтанг — один из немногих художников, допущенных в тот период к королевскому двору. Флаг представлял собой квадратное полотнище, разделённое по диагонали на два треугольных поля — жёлтое, прилегающее к древку, и красное, прилегающее к вольной части. В центр был помещён дракон, обращённый к древку и державший в лапах два драгоценных камня. Друк на первом флаге был окрашен в зелёный цвет в соответствии с традиционными верованиями в «бирюзового дракона» (дзонг-кэ ཧྥ་རན་ས་ཀྱི་དར་ཆ་, лат. yu druk ngonm).
Копия исторического оригинала (с некоторыми существенными изменениями под влиянием современного флага) в настоящее время демонстрируется за троном в зале Национальной ассамблеи Бутана в Тхимпху.
Существуют определённые расхождения между описанием первого флага Бутана в брошюре ЦИБ и чёрно-белыми фотографиями — на них видно, что пропорции флага были ближе к 4:5, нежели к 1:1; друк описывается стоящим параллельно нижнему краю флага, однако его голова очевидно поднимается к верхнему углу древка; кроме того, если дракон и был зелёного цвета, то этот оттенок должен был быть очень светлым. В западных вексиллологических справочниках, выходивших до начала 1970-х годов, обычно приводились изображения флага Бутана, основанные именно на фотографиях 1949 года.

### Изменения после 1956 года

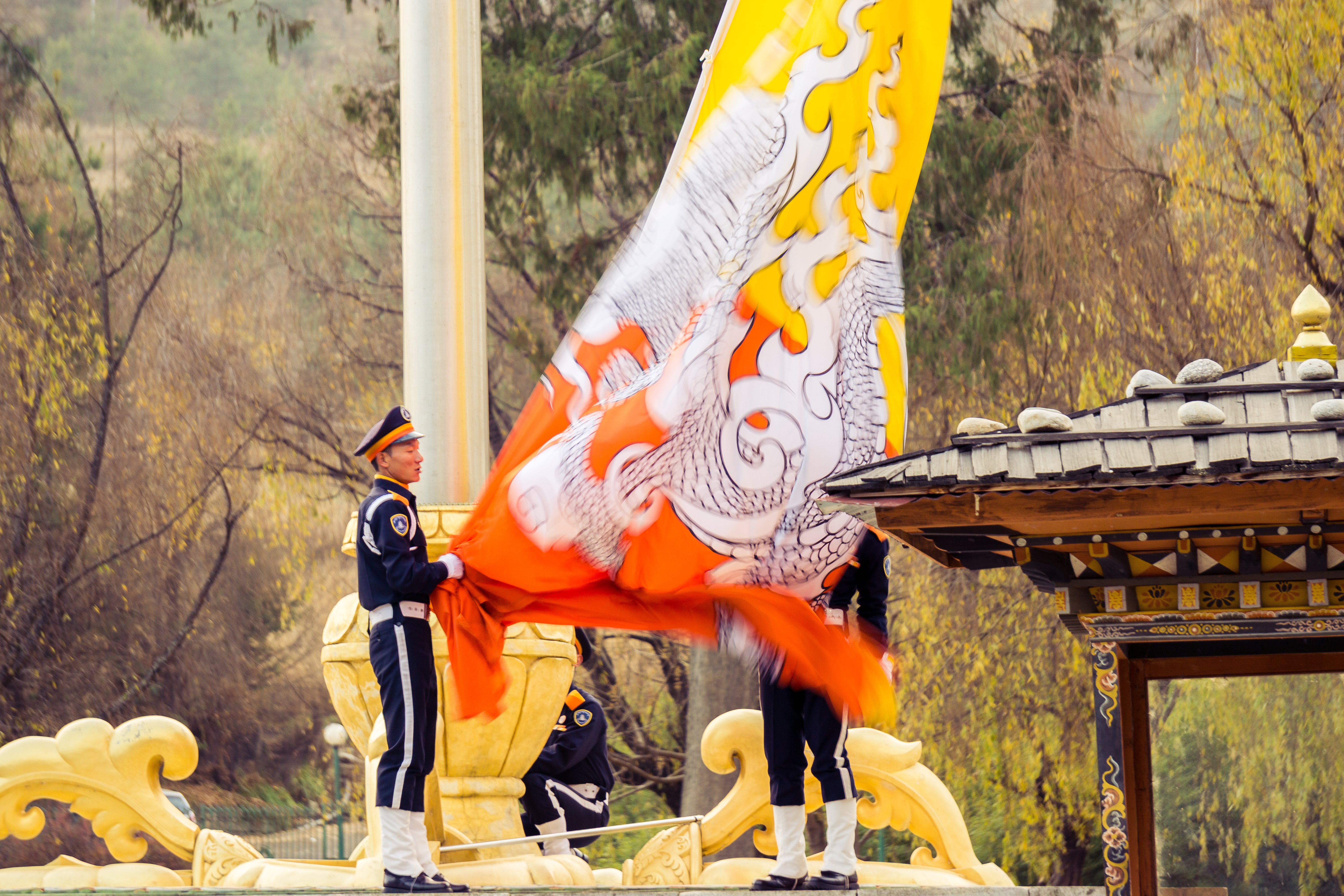
Торжественное поднятие флага Бутана

Вторая версия национального флага была разработана в 1956 году для визита третьего короля Бутана Джигме Дорджи Вангчука в восточный Бутан. Секретариат «драконового короля» начал использовать флаги нового дизайна. Цвет дракона изменился с зелёного на белый. В свиту короля входил конвой из ста всадников на пони; маленький флаг крепился на седле каждого десятого животного, а каждый вечер в лагере под звуки горна поднимался большой флаг площадью 0,56 м² (6 квадратных футов).
С конца 1950-х годов по просьбе короля Джигме Дорджи Вангчука его пресс-секретарь и шестой председатель Великой Национальной ассамблеи (Цонгду) Дашо Шингхар Лам внёс несколько изменений во флаг Бутана; именно он является автором современной концепции флага, остающейся неизменной с 1969 года. Во время визита индийского чиновника из Гангтока над дворцом Деченчолинг был вывешен флаг Индии, и король страны остался недоволен тем, что квадратный флаг Бутана не развевался столь же красиво, как и флаг соседнего государства. В связи с этим стандартные пропорции флага Бутана были изменены на индийские — 2:3 (официально — 6 на 9 футов).
До конца 1960-х годов окончательно закрепились следующие изменения: друк стал исключительно белым; он не просто развернулся головой к вольной части, но и стал лежать вдоль диагональной границы между жёлтым и красным полями. Наконец, в 1968 или 1969 году по распоряжению короля красное поле было заменено на оранжевое. Используемый в настоящее время дизайн флага с драконом, более равномерно распределённым по диагональной границе цветных полей и держащим драгоценные камни во всех четырёх лапах, был разработан художником Килкхором Лопеном Джадой из гевога Лингмукха (дзонгхаг Пунакха).
В 1961 году во время визита Джигме Дорджи Вангчука в Индию флаг Бутана впервые был официально вывешен рядом с флагом другого государства.

## Современный флаг

### Рекомендуемые цвета
Современный флаг Бутана разделён по диагонали от нижнего угла со стороны древка, образуя жёлтый треугольник, прилегающий к древку, и оранжевый треугольник, прилегающий к вольной части. В центре вдоль разделительной линии помещено изображение большого белого (с элементами чёрного цвета) дракона, который обращён от древка к вольной части. Жёлтый и оранжевый цвета флага Бутана в цветовой модели «Пантон» обозначены как 116 и 165 соответственно (согласно классификации британского Института флага). В таблице ниже указаны эквиваленты этих цветов в различных цветовых моделях:
| Цвет                                   | Жёлтый     | Оранжевый  | Белый       | Чёрный    |
| -------------------------------------- | ---------- | ---------- | ----------- | --------- |
| CMYK                                   | 0.15.94.0  | 0.60.100.0 | 0.0.0.0     | 0.0.0.100 |
| Pantone                                | 116        | 165        | White       | Black     |
| Цвета HTML (Шестнадцатеричная система) | #FFCC33    | #FF4E12    | #FFFFFF     | #000000   |
| Цвета HTML (Десятичная система)        | 255.213.32 | 255.78.18  | 255.255.255 | 0.0.0     |

### Стандартные размеры
В соответствии с решением парламента от 1972 года, были установлены следующие стандартные размеры флага Бутана:
- 6,4×4,3 метра (21×14 футов)
- 3,7×2,4 метра (12×8 футов)
- 1,8×1,2 метра (6×4 фута)
- 0,9×0,6 метра (3×2 фута)
- Для автомобильных номеров — 23×15 сантиметров (9×6 дюймов)[6].

### Значение цветов и элементов

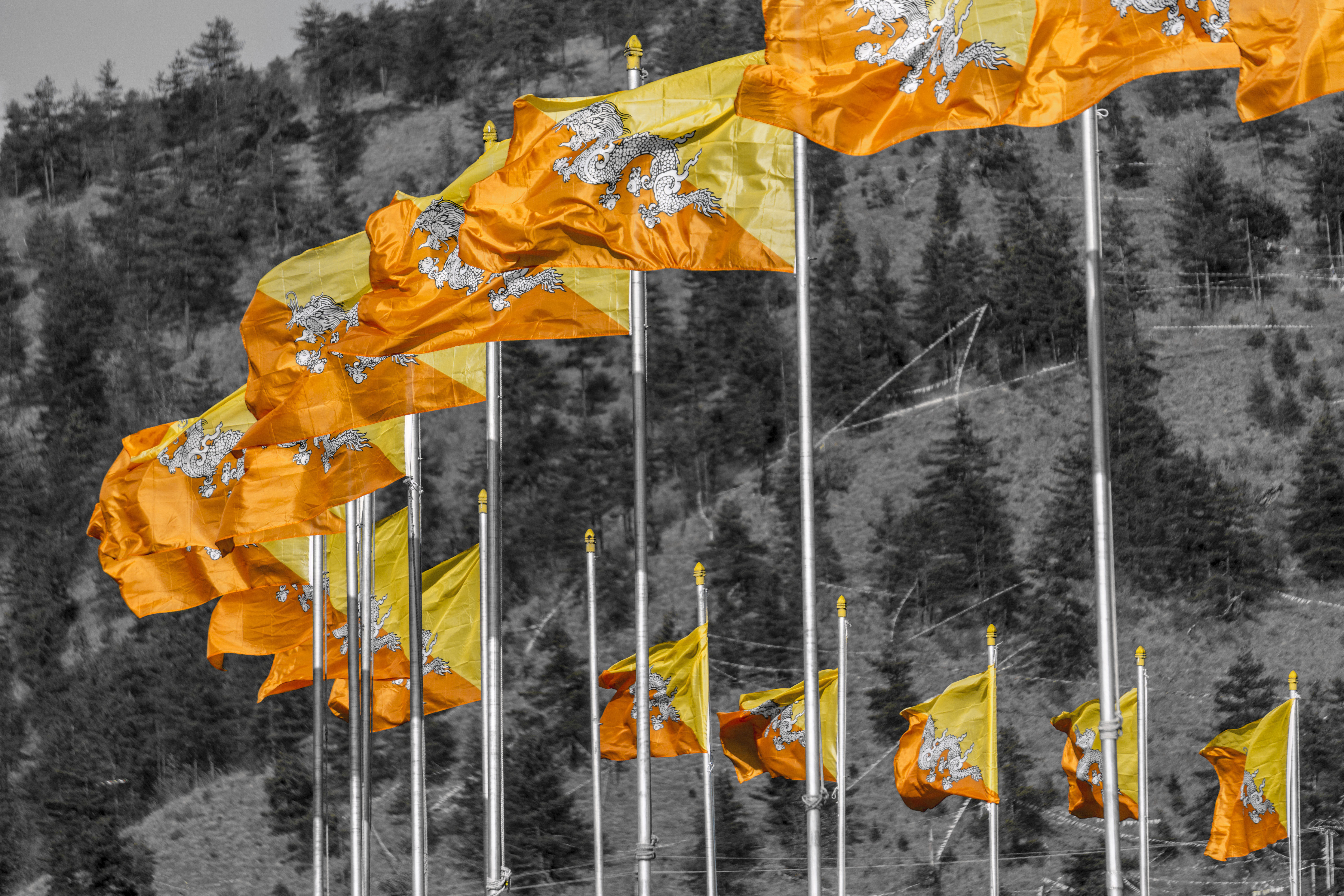
Флаги Бутана в Тхимпху

В соответствии с «Законными положениями о государственном флаге Королевства Славного дракона, утверждёнными в 28-й резолюции 36-й сессии Национального собрания, состоявшейся 8 июня 1972 года», а также с новой редакцией Конституции 2008 года, жёлтый цвет означает гражданскую традицию и временную власть, воплощённую Друком Гьялпо, «Драконовым королём» Бутана, который традиционно носит жёлтый кабни (шарф).
Оранжевое поле означает буддийскую духовную традицию, особенно школы Друкпа Кагью и Ньингма.
Громовой дракон друк равномерно распределяется по границе между двумя основными цветами. Расположение друка в центре флага по разделительной линии означает одинаковую важность как гражданских, так и монашеских традиций в «Королевстве Друка», пробуждая силу священной связи между правителем и людьми. Белый цвет друка означает чистоту внутренних мыслей и поступков подданных, «которые выражают свою преданность, патриотизм и великое чувство принадлежности к Королевству» в их этническом и языковом многообразии. Драгоценные камни, находящиеся в лапах друка, символизируют богатство Бутана, безопасность и защиту его народа, в то время как рычащая пасть дракона обозначает приверженность бутанских божеств к защите страны.

### Использование флага Бутана

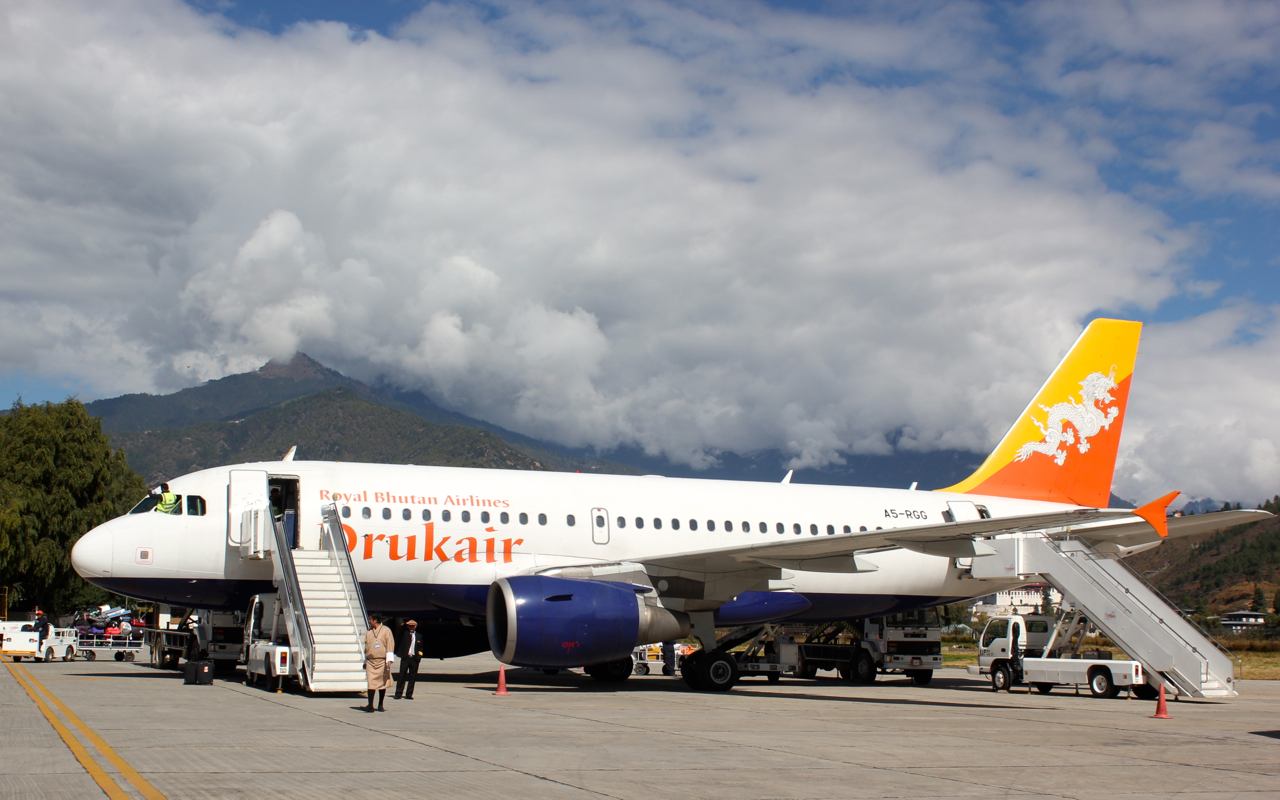
Самолёт Airbus A319 государственной авиакомпании Druk Air с флагом Бутана на хвосте. Аэропорт Паро, октябрь 2014 года

В 28-й резолюции, утверждённой в 1972 году, были введены в действие правила об использовании национального флага, разработанные Кабинетом министров. Восемь положений охватывают описание и символику цветов, полей и элементов флага. Другие правила описывают размеры и протокол использования флага, включая перечисление мест и случаев для торжественного поднятия флага, а также того, кто может использовать флаг на автомобилях. К флагу Бутана следует проявлять такое же уважение, как к государству Бутан и его Главе. Никакие другие флаги не должны размещаться выше, чем флаг Бутана. Флаг нельзя использовать в качестве покрытия или драпировки (за некоторыми исключениями), он не должен касаться земли или окунаться в воду. Существует запрет на включение дизайна флага в другие объекты или в логотипы коммерческих предприятий. В исключительных случаях флаг можно использовать для драпировки гробов, но только для высокопоставленных государственных чиновников — министров или военнослужащих.
В резолюции указано, что национальный флаг необходимо поднимать над каждым зданием администрации дзонгхага. Если в населённом пункте нет подобного административного здания, то флаг Бутана должен присутствовать перед офисом главного государственного чиновника. Чиновники уровня выше министра могут поднимать национальный флаг над своей резиденцией, если она расположена вдали от столицы. Традиция вывешивать государственный флаг перед правительственными учреждениями зародилась в стране только в 1968 году. Это случилось после того, как король Джигме Дорджи Вангчук перевёл свой Секретариат из дворца Деченчолинг в Ташинчхо-дзонг.
Отдельного Дня флага в 28-й резолюции не предусмотрено. Однако особо оговаривается, что в Национальный день Бутана, отмечаемый ежегодно 17 декабря, флаг необходимо вывешивать с самого начала и до завершения праздничных мероприятий — во всех предусмотренных законодательством местах.

## Комментарии
1. ↑  Поскольку Бутан на протяжении четырёх десятилетий был британским протекторатом, английская система мер долгое время оказывала влияние на систему стандартов в азиатской стране. Для лучшего понимания далее в скобках будут указываться размеры флага и в этой системе мер, помимо метрической.
2. ↑  В этот день в 1907 году Угьен Вангчук стал первым королём Бутана.